# 道の駅小豆島オリーブ公園
道の駅小豆島オリーブ公園（みちのえき しょうどしまオリーブこうえん）は、香川県小豆郡小豆島町西村にある国道436号の道の駅である。
小豆島オリーブ公園内にある。

## 施設

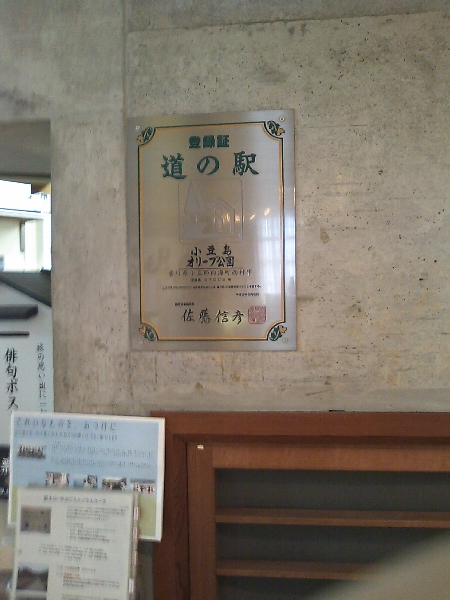
登録証
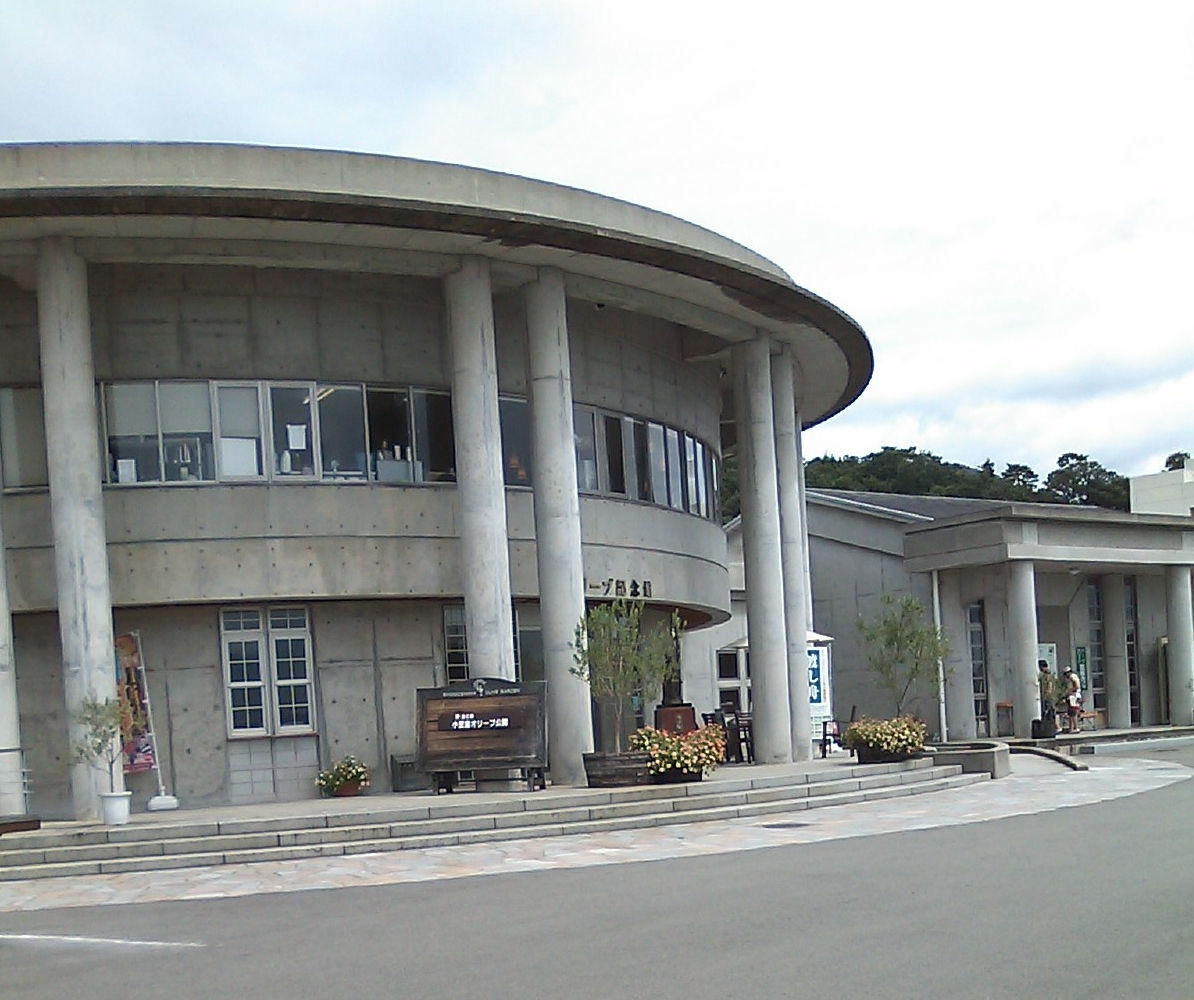
オリーブ記念館

- 駐車場
  - 普通車：137台
  - 大型車：14台
  - 身障者用：4台
- トイレ
  - 男：26器
  - 女：16器
  - 身障者用：3器
- 公衆電話
- EVスポット（電気自動車用充電器）

- 登録証
- オリーブ記念館

## 休館日
- 年中無休
- 毎週水曜日（サンオリーブのみ）

## アクセス
- 国道436号 - 登録路線

## 周辺
- オリーブビーチ
- 聖ヶ浜海水浴場
- 池田の桟敷
- 城山